# Eddy Sutton
Edward H. "Eddy" Sutton (* 1948) ist ein ehemaliger englischer Badmintonspieler.

## Karriere
Eddy Sutton gewann 1975 die Englischen Einzelmeisterschaften im Doppel mit David Eddy. Ein Jahr später startete er mit Derek Talbot bei der Europameisterschaft und gewann Silber. Zwei Jahre später reichte es noch einmal zu Bronze, diesmal wieder mit David Eddy.

## Sportliche Erfolge
| Saison | Veranstaltung                  | Disziplin    | Platz | Name                          |
| ------ | ------------------------------ | ------------ | ----- | ----------------------------- |
| 1972   | Portugal International         | Herrendoppel | 1     | Eddy Sutton / William Kidd    |
| 1973   | Dutch Open                     | Herrendoppel | 1     | David Eddy / Eddy Sutton      |
| 1975   | Denmark Open                   | Herrendoppel | 1     | David Eddy / Eddy Sutton      |
| 1975   | England: Einzelmeisterschaften | Herrendoppel | 1     | David Eddy / Eddy Sutton      |
| 1976   | Europameisterschaft            | Herrendoppel | 2     | Derek Talbot / Eddy Sutton    |
| 1977   | Welsh International            | Herrendoppel | 1     | David Eddy / Eddy Sutton      |
| 1977   | Dutch Open                     | Herrendoppel | 1     | David Eddy / Eddy Sutton      |
| 1978   | Portugal International         | Mixed        | 1     | Eddy Sutton / Barbara Sutton  |
| 1978   | Welsh International            | Herrendoppel | 1     | David Eddy / Eddy Sutton      |
| 1978   | Czechoslovakian International  | Herrendoppel | 1     | Eddy Sutton / Alan Connor     |
| 1978   | Europameisterschaft            | Herrendoppel | 3     | David Eddy / Eddy Sutton      |
| 1980   | Northumberland International   | Herrendoppel | 1     | David Eddy / Eddy Sutton      |
| 1981   | Victor Cup                     | Herrendoppel | 2     | Billy Gilliland / Eddy Sutton |
| 1982   | Welsh International            | Herrendoppel | 1     | David Eddy / Eddy Sutton      |